# La Gaude
Pour les articles homonymes, voir Gaude (homonymie).
La Gaude est une commune française située dans le département des Alpes-Maritimes, en région Provence-Alpes-Côte d'Azur. Situé à 10 km au nord-ouest de Nice, le village de La Gaude s'étend entre les communes de Vence et Cagnes-sur-Mer.

## Géographie

### Géologie et relief
Le village est surplombé par le Baou de Saint-Jeannet et fait partie du Moyen Pays provençal. La superficie de la commune est de 1 310 hectares et son altitude varie de 24  à   349 mètres.
Le territoire de La Gaude, dans l'arrière-pays niçois, s'étend entre collines et vallons. 

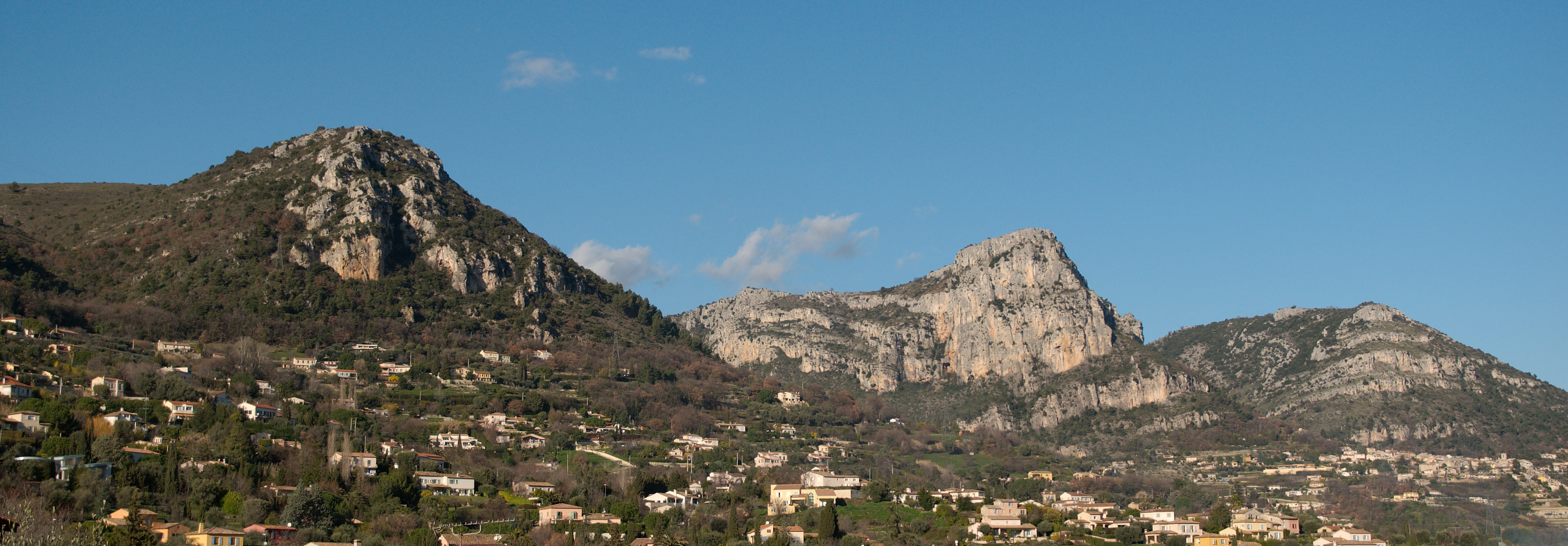
Le Baou des Noirs, le baou de Saint-Jeannet (au centre) et le baou de La Gaude.

### Hydrographie et les eaux souterraines
La commune est délimitée par deux cours d'eau :
la Cagne, rivière limitrophe à l'ouest de La Gaude, et le Var, fleuve limitrophe à l'est.
La Gaude dispose d'une station d'épuration, La Gaude - Tuilière, d'une capacité de 5 000 équivalent-habitants.

### Sismicité
La classification sismique de La Gaude est de 4 (sismicité moyenne), quelques secousses sont ressenties mais elles sont d'une magnitude faible.

### Climat
Pour des articles plus généraux, voir Climat de Provence-Alpes-Côte d'Azur et Climat des Alpes-Maritimes.
En 2010, le climat de la commune est de type climat méditerranéen franc, selon une étude du Centre national de la recherche scientifique s'appuyant sur une série de données couvrant la période 1971-2000. En 2020, Météo-France publie une typologie des climats de la France métropolitaine dans laquelle la commune est exposée à un climat méditerranéen et est dans la région climatique Var, Alpes-Maritimes, caractérisée par une pluviométrie abondante en automne et en hiver (250 à 300 mm en automne), un très bon ensoleillement en été (fraction d’insolation > 75 %), un hiver doux (8 °C) et peu de brouillards.
Pour la période 1971-2000, la température annuelle moyenne est de 15,1 °C, avec une amplitude thermique annuelle de 14,9 °C. Le cumul annuel moyen de précipitations est de 898 mm, avec 6,2 jours de précipitations en janvier et 2,5 jours en juillet. Pour la période 1991-2020, la température moyenne annuelle observée sur la station météorologique de Météo-France la plus proche, « Nice », sur la commune de Nice à 10 km à vol d'oiseau, est de 16,3 °C et le cumul annuel moyen de précipitations est de 791,3 mm. 
La température maximale relevée sur cette station est de 37,7 °C, atteinte le 1er août 2006 ; la température minimale est de −7,2 °C, atteinte le 9 janvier 1985,,.
Les paramètres climatiques de la commune ont été estimés pour le milieu du siècle (2041-2070) selon différents scénarios d'émission de gaz à effet de serre à partir des nouvelles projections climatiques de référence DRIAS-2020. Ils sont consultables sur un site dédié publié par Météo-France en novembre 2022.

## Urbanisme

### Typologie
Au 1er janvier 2024, La Gaude est catégorisée ceinture urbaine, selon la nouvelle grille communale de densité à 7 niveaux définie par l'Insee en 2022.
Elle appartient à l'unité urbaine de Nice, une agglomération intra-départementale dont elle est une commune de la banlieue,. Par ailleurs la commune fait partie de l'aire d'attraction de Nice, dont elle est une commune de la couronne,. Cette aire, qui regroupe 100 communes, est catégorisée dans les aires de 200 000 à moins de 700 000 habitants,.

### Occupation des sols
L'occupation des sols de la commune, telle qu'elle ressort de la base de données européenne d’occupation biophysique des sols Corine Land Cover (CLC), est marquée par l'importance des forêts et milieux semi-naturels (51,6 % en 2018), une proportion sensiblement équivalente à celle de 1990 (51 %). La répartition détaillée en 2018 est la suivante : 
forêts (49,7 %), zones urbanisées (35,4 %), zones agricoles hétérogènes (8,6 %), zones industrielles ou commerciales et réseaux de communication (4,2 %), espaces ouverts, sans ou avec peu de végétation (1,9 %), eaux continentales (0,2 %).
L'évolution de l’occupation des sols de la commune et de ses infrastructures peut être observée sur les différentes représentations cartographiques du territoire : la carte de Cassini (XVIIIe siècle), la carte d'état-major (1820-1866) et les cartes ou photos aériennes de l'IGN pour la période actuelle (1950 à aujourd'hui).

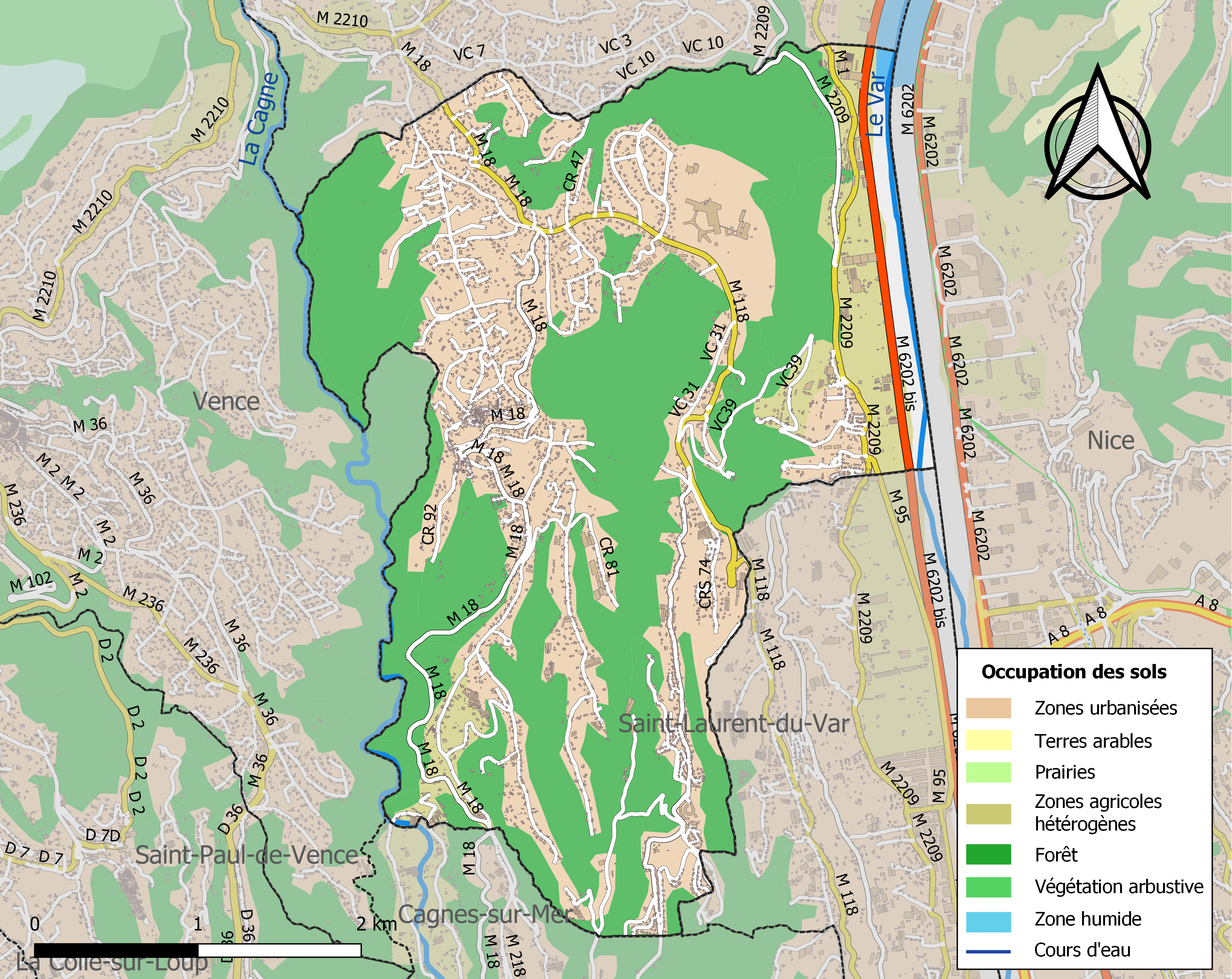
Carte de l'occupation des sols de la commune en 2018 (CLC).

### Voies de communications et transports

#### Voies routières
La Gaude est traversée par la Route de Saint-Laurent du Var (M118), mais il faut emprunter la Route de Cagnes (M18) pour se rendre au village.

#### Transports en commun
- Transport en Provence-Alpes-Côte d'Azur

Les lignes de bus 47, 49, 57 et 707 desservent la commune. Des départs sont aussi programmés depuis le Stade de La Gaude les soirs de matchs à Nice au stade de l'Allianz Riviera.

### Intercommunalité
La commune fait partie de la Métropole Nice Côte d'Azur. Elle est couverte par le plan local d'urbanisme métropolitain approuvé le 25 octobre 2019 par le Conseil métropolitain.

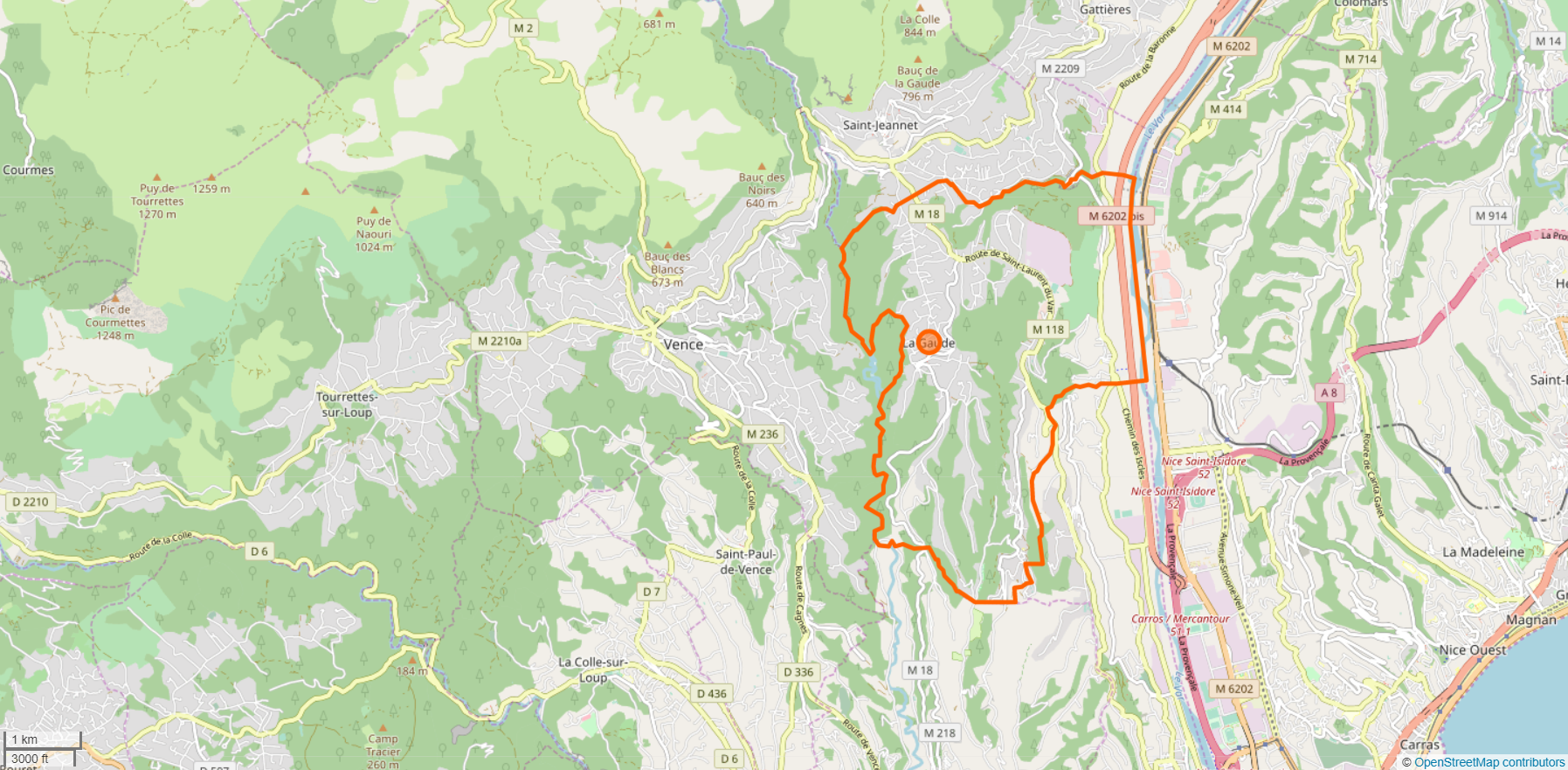
Limites du territoire communal de La Gaude, sur OpenStreetMap.

## Histoire
Des prospections menées au XXe siècle dans la commune de La Gaude ont permis de mettre au jour des stations de plein air, connues sous les noms de stations des Colles et du Bois du Tacon, ainsi qu’au quartier de Trigan ; ces stations ont livré du matériel (burins, grattoirs, lames, pointe à main, entre autres), déposé au Musée de préhistoire régionale de Menton. Ces stations attestent d’une présence humaine au cours du Paléolithique inférieur, moyen et supérieur, ainsi qu’à l’Épipaléolithique.
Une occupation romaine est bien attestée à La Gaude. Les Romains construisent probablement des postes militaires à La Gaude et dans les environs, ainsi qu'en témoignent les nombreux vestiges retrouvés dans ces lieux : tombes à compartiments et sous tegulae, inscriptions, pièces, chaussée antique reliant le quartier des Terres blanches à Vence,. Au pied du village, un cénotaphe romain, voisin de l'ancienne voie Julia Augusta, appelée de nos jours voie Aurélia, témoigne d’une occupation humaine dès l'antiquité. Cette voie romaine passait près de l’actuelle ruine connue sous le nom de bastide templière.
Après les attaques des Sarrasins, au IXe siècle, les habitants redescendent de Saint-Jeannet sur un plateau plus fertile. Au Xe siècle, le village se forme aux lieux-dits La Condamine et Trigance. Le nom de La Gaude apparaît dès 1026 sur le Cartulaire de l'abbaye de Lérins sous la forme de Alagauda. Des variantes de ce nom lui sont attribués comme Gauda ou Alagaudam. L'étymologie de ce nom n'est pas établie. Le nom actuel du village est La Gaude, mais Alagauda reste utilisé en langue d'Oc. « La Gauda » est citée en 1075.
Mais le village se convertit à l'hérésie cathare : devenu un des repaires des Albigeois qui furent condamnés au concile de Latran en 1204, le village est brûlé et ruiné de fond en comble. Il ne renaît de ses cendres que plus tard et plus loin, au XIIIe siècle, sous le nom de Alleganza ou Alliganza (en bas latin alia gens, « autre pays »), lorsque prirent fin les guerres contre les Vaudois des bords du Var. Lorsque le Var devient frontière, La Gaude est de nouveau détruite.
Au XVe siècle, le village est complètement dépeuplé par une épidémie de peste en 1467 et déserté jusqu'à la fin du XVIe siècle. Quelques maisons réapparaissent alors, devenant communauté indépendante en 1599 en se séparant de Saint-Jeannet. Les pestes et les guerres ne favorisent pas sa résurrection, tentée par un apport de colons génois venus d'Oneglia parmi lesquels se trouvent plusieurs Pizany, qui deviennent plus tard seigneurs de La Gaude : Charles Pizany fut le dernier évêque de Vence et seigneur de La Gaude à partir de 1783. Plusieurs marquis, seigneurs de La Gaude et de Saint-Jeannet sont connus au tout début du XVIIIe siècle sous le nom de Claude II et Claude III, de Villeneuve-Torenc. De nouveaux pillages en 1704 et 1707, dont le dernier dure cinq jours et cinq nuits, n'entament pas sa réhabilitation.

### Les Templiers
Un village important a sans doute existé à l’origine dans le quartier de la Grande Bastide, autour d'une paroisse et d'un fabuleux château attribué aux ordre du Temple, appelé château de la Gaude. Une commanderie des Templiers est en effet établie dans le village, comme l'atteste un document de 1155.

## Politique et administration

### Liste des maires
| Période      | Période                   | Identité                                    | Étiquette    | Qualité           |
| ------------ | ------------------------- | ------------------------------------------- | ------------ | ----------------- |
| 1945         | 1968 (décès)              | Louis-Michel Féraud                         |              |                   |
| 1968         | mars 1989                 | André Féraud, (1920-2016) Fils du précédent |              | Ancien résistant  |
| mars 1989    | mars 2008                 | Pierre Tanguy                               | RPR puis UMP | Médecin           |
| mars 2008    | juin 2009                 | Michel Meïni                                | SE           | Agent immobilier  |
| juin 2009    | février 2017, (démission) | Michel Meïni                                | UMP-LR       | Agent immobilier  |
| mars 2017    | juillet 2020              | Bruno Bettati                               | DVD          | Gérant de société |
| juillet 2020 | En cours                  | Bruno Bettati                               | LR           | Gérant de société |

|                          | Michel Meïni    | DVD    | 1 669 | 50,06 |
| La Gaude pour tous       |                 |        | 1 669 | 50,06 |
|                          | Pierre Tanguy * | UMP-NC | 1 665 | 49,94 |
| L'Évolution durable      |                 |        | 1 665 | 49,94 |
| * Liste du maire sortant |                 |        |       |       |

Malgré ce faible écart de quatre voix, Michel Meïni devient maire de La Gaude et peut gérer la commune avec ses colistiers. C'est grâce aux habitants du quartier de la Baronne que Michel Meïni a gagné les élections, ce quartier ayant voté massivement pour sa liste « La Gaude pour tous ».
Après une première invalidation par le Tribunal administratif de Nice, les élections de mars 2008 sont de nouveau annulées par le Conseil d'État, la haute juridiction considérant que « deux manœuvres, directement ou indirectement imputables à M. Meïni avaient été de nature à altérer la sincérité du scrutin compte tenu du faible écart de voix » : il s'agissait du piratage du site internet de la liste Tanguy à la veille du scrutin, et du fait que M. Meïni « avait trompé les électeurs sur sa qualité professionnelle ». Ce candidat avait en effet prétendu être « professeur de droit » alors qu'il est en réalité gérant d'une agence immobilière.
De nouvelles élections ont eu lieu en juin 2009 :
- La Gaude pour tous conduite par Michel Meïni : 1 900 voix ;
- L'Évolution durable conduite par Jean-Pierre Alfonsi : 1 209 voix ;
- La Gaude - Cap à gauche conduite par Frédéric Lefèvre : 439 voix.

M. Michel Meïni aura de nouveaux démêlés avec la justice en 2017 : il sera contrôlé à la frontière suisse avec 20 000 € en petites coupures, « dissimulés dans la poche intérieure de son pantalon et provenant d'un compte bancaire non déclaré au fisc français », puis condamné pour fraude fiscale à l'impôt sur le revenu et à l'ISF à 6 mois de prison avec sursis ; il s’était affranchi d’environ 60 000 €,.

### Budget et fiscalité 2019

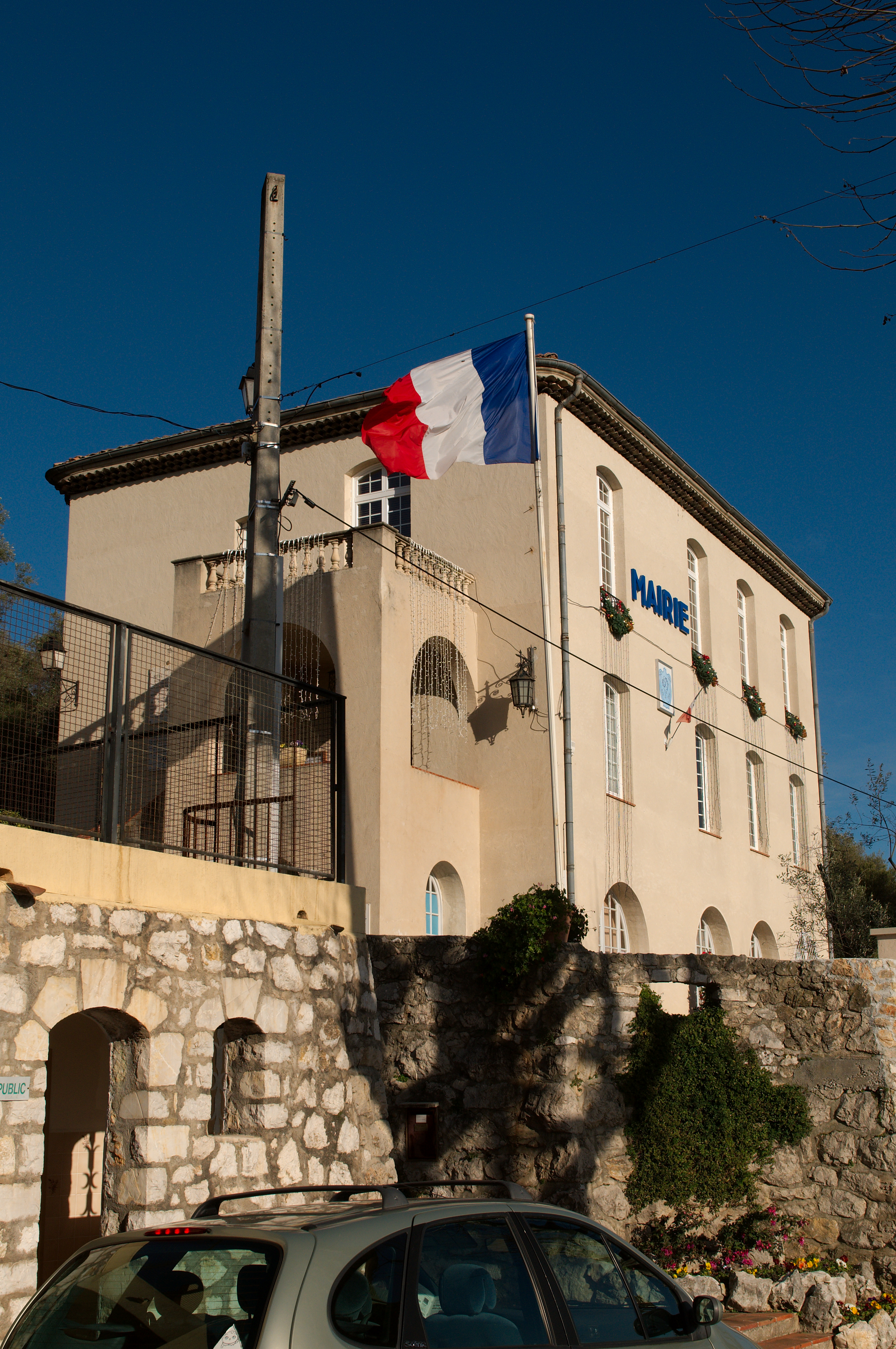
La mairie.

En 2019, le budget de la commune était constitué ainsi :
- total des produits de fonctionnement : 7 230 000 €, soit 1 099 € par habitant ;
- total des charges de fonctionnement : 6 141 000 €, soit 933 € par habitant ;
- total des ressources d'investissement : 1 338 000 €, soit 203 € par habitant ;
- total des emplois d'investissement : 2 182 000 €, soit 332 € par habitant ;
- endettement : 4 801 000 €, soit 730 € par habitant.

Avec les taux de fiscalité suivants :
- taxe d'habitation : 14,22 % ;
- taxe foncière sur les propriétés bâties : 15,08 % ;
- taxe foncière sur les propriétés non bâties : 68,83 % ;
- taxe additionnelle à la taxe foncière sur les propriétés non bâties : 0,00 % ;
- cotisation foncière des entreprises : 0,00 %.

Chiffres clés Revenus et pauvreté des ménages en 2017 : médiane en 2017 du revenu disponible, par unité de consommation : 27 350 €.

### Jumelages
- Capannori (Italie) depuis 2002

## Population et société

### Démographie
L'évolution du nombre d'habitants est connue à travers les recensements de la population effectués dans la commune depuis 1793. Pour les communes de moins de 10 000 habitants, une enquête de recensement portant sur toute la population est réalisée tous les cinq ans, les populations de référence des années intermédiaires étant quant à elles estimées par interpolation ou extrapolation. Pour la commune, le premier recensement exhaustif entrant dans le cadre du nouveau dispositif a été réalisé en 2004.

En 2022, la commune comptait 7 194 habitants, en évolution de +11,88 % par rapport à 2016 (Alpes-Maritimes : +2,85 %, France hors Mayotte : +2,11 %).
| 1793 | 1800 | 1806 | 1821 | 1831 | 1836 | 1841 | 1846 | 1851 |
| ---- | ---- | ---- | ---- | ---- | ---- | ---- | ---- | ---- |
| 601  | 573  | 634  | 675  | 791  | 804  | 784  | 738  | 802  |

| 1856 | 1861 | 1866 | 1872 | 1876 | 1881 | 1886 | 1891 | 1896 |
| ---- | ---- | ---- | ---- | ---- | ---- | ---- | ---- | ---- |
| 626  | 609  | 616  | 567  | 546  | 551  | 524  | 631  | 514  |

| 1901 | 1906 | 1911 | 1921 | 1926 | 1931 | 1936 | 1946 | 1954 |
| ---- | ---- | ---- | ---- | ---- | ---- | ---- | ---- | ---- |
| 592  | 593  | 611  | 509  | 579  | 608  | 623  | 608  | 704  |

| 1962  | 1968  | 1975  | 1982  | 1990  | 1999  | 2004  | 2006  | 2009  |
| ----- | ----- | ----- | ----- | ----- | ----- | ----- | ----- | ----- |
| 1 072 | 1 631 | 2 309 | 3 097 | 4 951 | 6 170 | 6 542 | 6 608 | 6 763 |

| 2014  | 2019  | 2022  | - | - | - | - | - | - |
| ----- | ----- | ----- | - | - | - | - | - | - |
| 6 452 | 7 010 | 7 194 | - | - | - | - | - | - |

### Enseignement
- La Gaude compte une crèche, et plusieurs écoles maternelles[55] et primaires[56]. Les collèges sont situés à Saint-Jeannet et à Vence.

### Santé
- Un grand nombre de professionnels et établissements de santé, médecins et pharmaciens, possèdent leur cabinet ou officine à La Gaude[57].

### Cultes
- Le culte catholique est célébré dans la paroisse Sainte Hildegarde de Bingen, Diocèse de Nice[58]. La Gaude fête sa sainte patronne, sainte Apollonie, le 9 février.

## Économie

### Agriculture
La Gaude possédait naguère un grand nombre d'horticulteurs spécialisés dans la culture de l'œillet et de petits exploitants : l'agriculture était représentée surtout par les fruits et légumes, les oliveraies et les vignobles. De nos jours, une production et une vente de produits de l'agriculture biologique subsiste partiellement : apiculture, produits agro-alimentaires.

### Tourisme
- Gites de France, Chambres d'hôtes[60].
- Restaurants[61],[62].

### Commerces
- Commerces de proximité.

## Culture locale et patrimoine

### Lieux et monuments

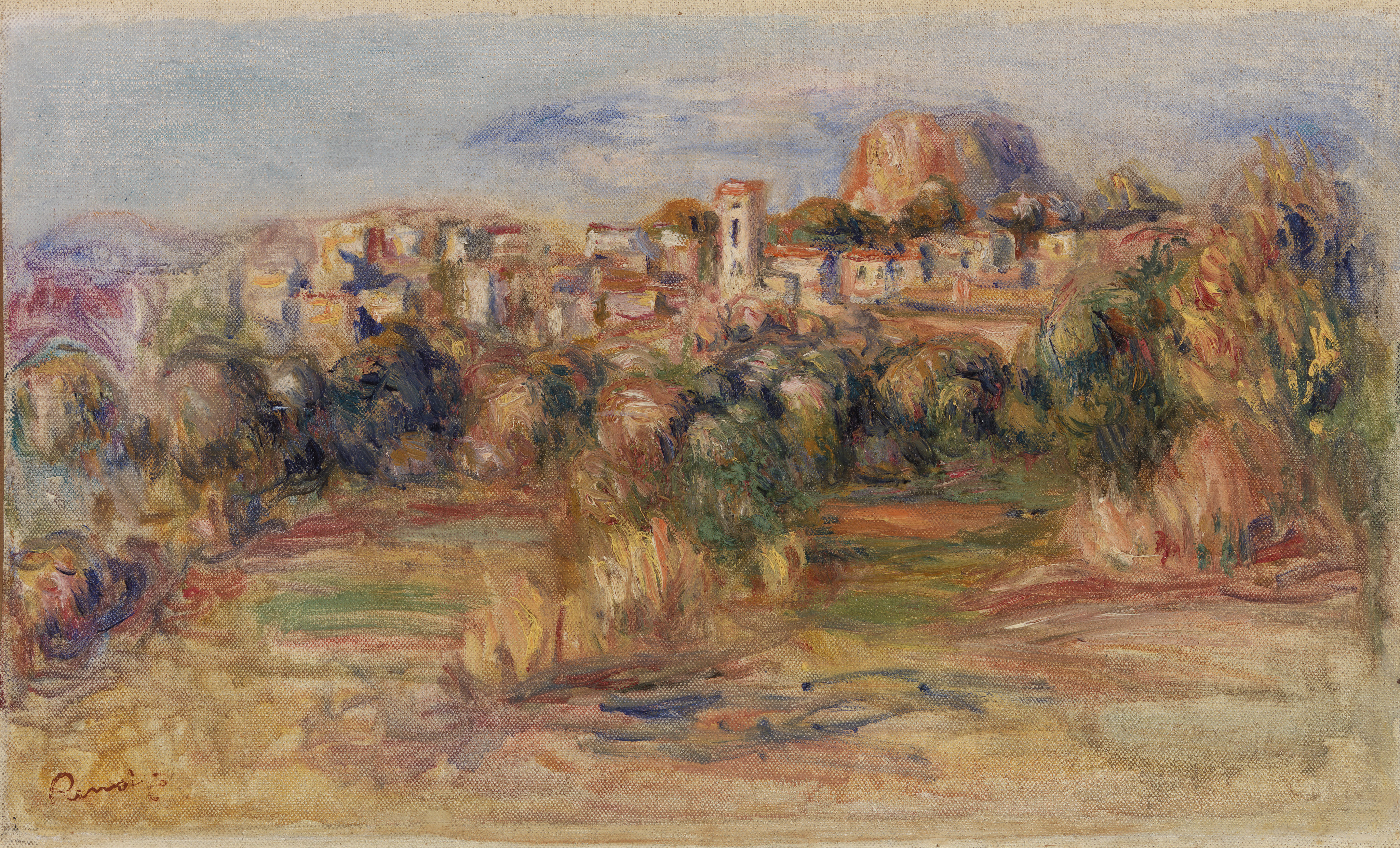
Renoir  Paysage, La Gaude, vers 1910.
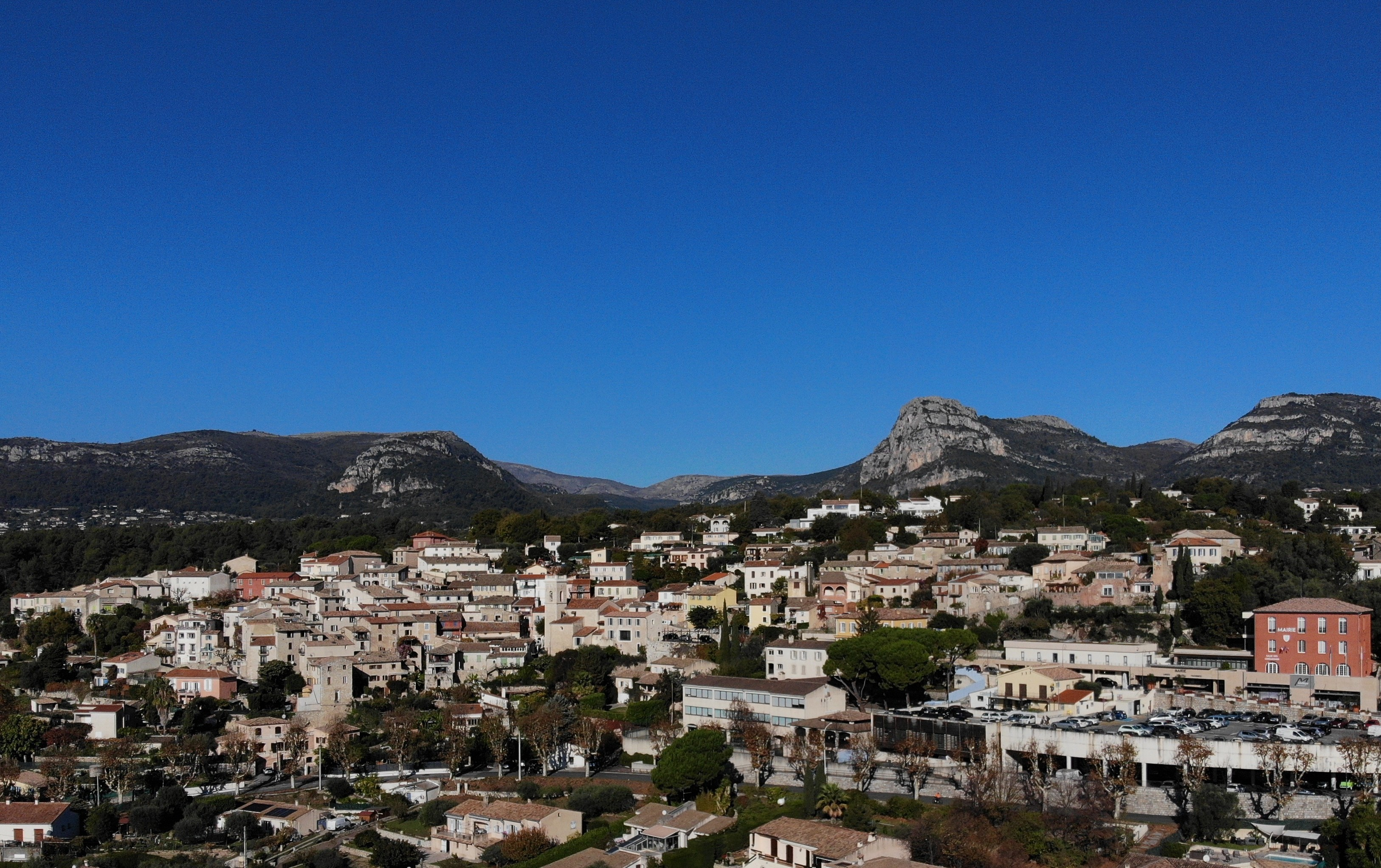
Vue du village.
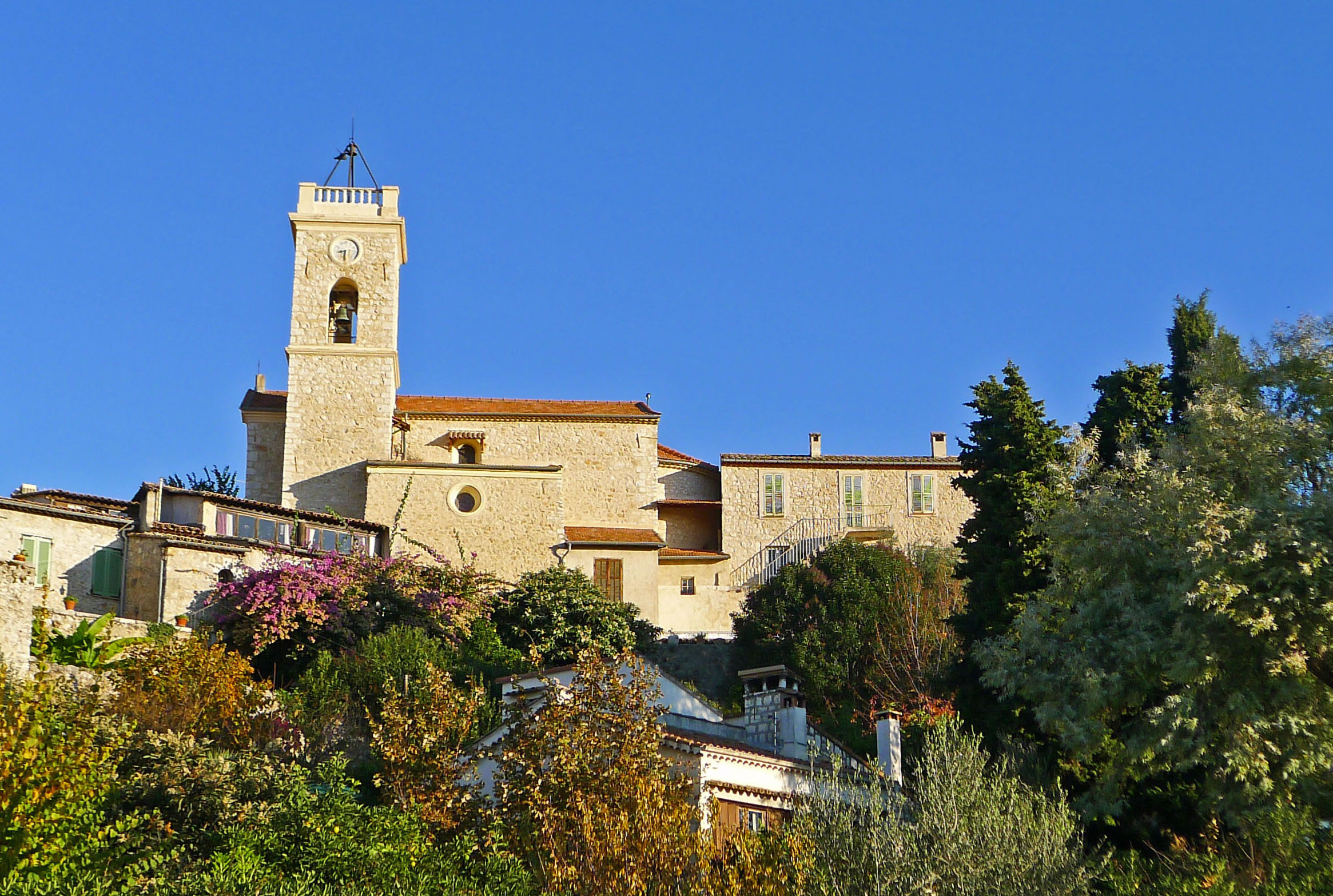
L'église de La Gaude.
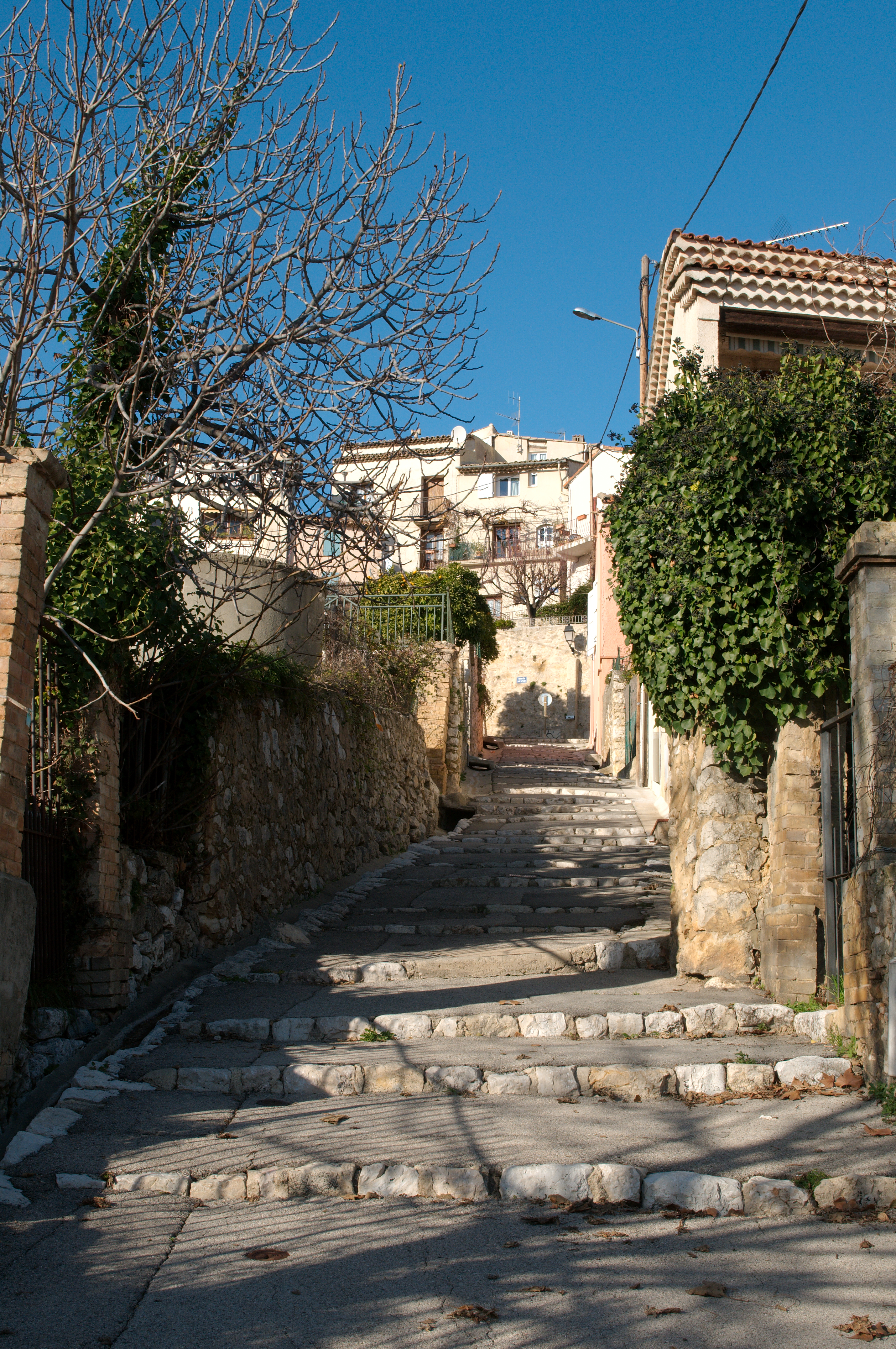
La montée Sainte Apollonie.
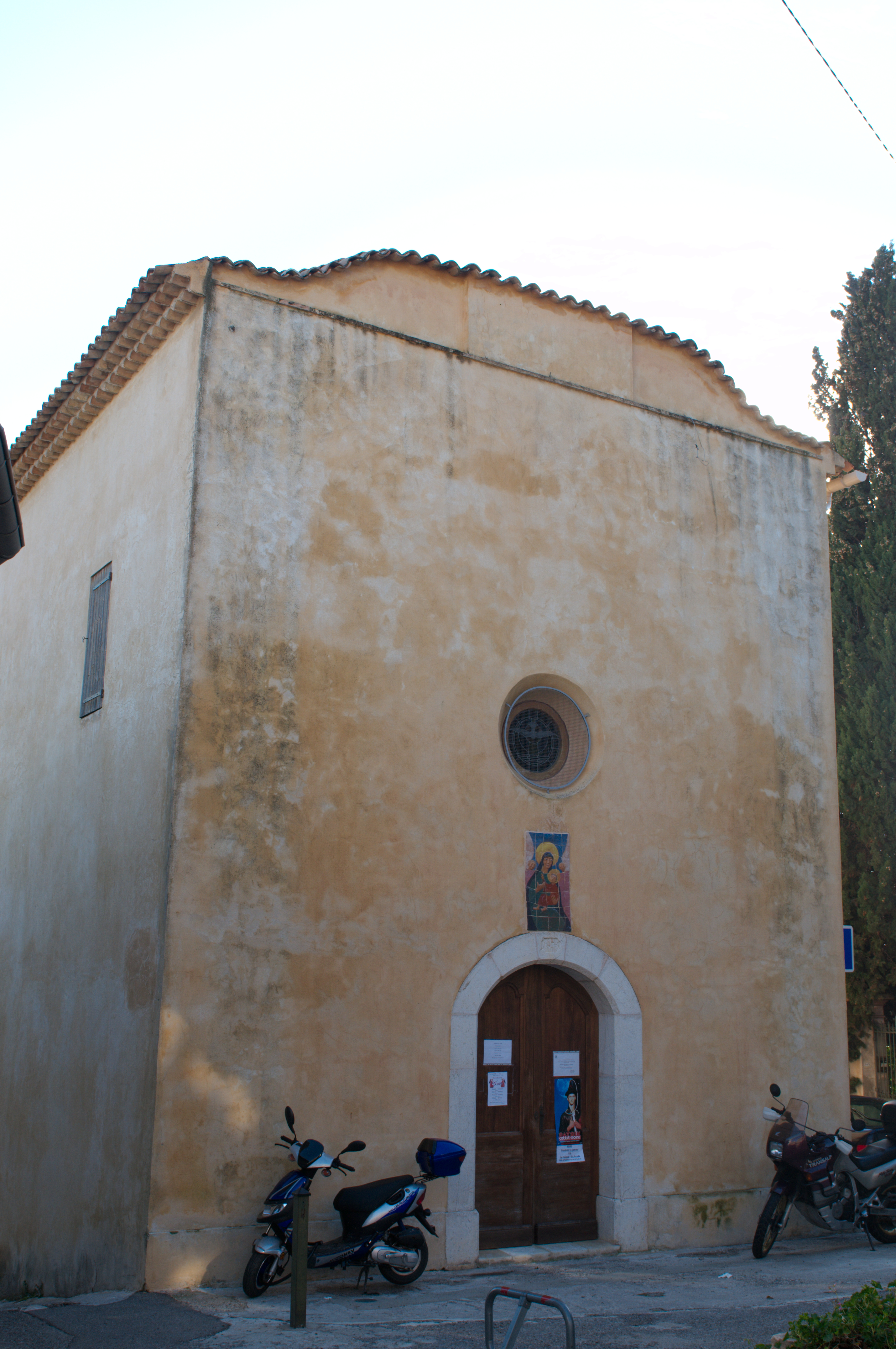
La chapelle des Pénitents blancs ou chapelle Saint-Ange.

Patrimoine religieux :
- L'église paroissiale Sainte-Victoire de La Gaude. Au Moyen Âge, une chapelle remplace l'église Saint Pierre au lieu-dit Sainte-Apollonie ; en 1895, une croix est érigée à l'emplacement de cette ancienne chapelle[64].
- La chapelle des Pénitents blancs[65], ou chapelle Saint-Ange[66]. Cette chapelle Saint-Ange est décorée de fresques par le peintre Alexis Obolensky et de vitraux par le maître-verrier Alain Peinado.
- Oratoire Saint-Michel[67].

Autres patrimoines :
- La Coupole, cinéma, centre culturel et Écomusée de La Gaude.
- Le centre d'études et recherches IBM, dont le bâtiment est l’œuvre de l'architecte Marcel Breuer, a reçu le Label « Patrimoine du XXe siècle » (l'entreprise a déménagé ses bureaux à Nice en 2015)[68]. Depuis septembre 2020, par arrêté préfectoral, cet édifice imposant, représentatif du mouvement architectural du Brutalisme, est inscrit au titre des Monuments historiques pour « l’intégralité de l’enveloppe extérieure de tous les bâtiments, le sol de leur parcelle d’assiette, tous les éléments de structure et le parc »[69].
- Un cénotaphe romain gravé, dédié au décurion de Vence, Cremonius Albucus, sur la voie Aurélia, daté du IIIe siècle apr. J.-C.
- Fontaines[70].
- Monument aux morts[71].

Patrimoine naturel :
- Plusieurs chemins de grande randonnée traversent La Gaude et sont inscrits au Plan Départemental des Itinéraires de Promenade et de Randonnée (PDIPR)[72] : un itinéraire de promenade commençant au vieux chemin de Vence, se prolonge par le chemin des Maires, par la voie Aurélia, par le chemin des Bastides (axe transversal), et conduit jusqu’à l’extrémité du chemin des Ambonnets. La voie Aurélia ainsi que le chemin des Bastides et le chemin des Maires, répertoriés comme chemins de grande randonnée, sont balisés grâce au mobilier type de poteaux et flèches du Conseil Départemental, et à la signalisation blanc et rouge agréée par la Fédération Française de Randonnée Pédestre (FFRP) ; ils ont été homologués sous le numéro GR 653A. Ces chemins GR 653A sont aussi une des voies d’accès vers les chemins de Saint-Jacques de Compostelle : ils ont été homologués par la FFRP en février 2009, grâce à l’action de l’Association des Amis des Chemins de Compostelle et de Rome[73], en tant que portion du chemin qui va de Menton à Arles. Dans cette région des Alpes-Maritimes, les pèlerins au départ de l’Italie l’empruntent en passant par les villages de Gattières, La Gaude puis Vence.

## Héraldique
| Blason de La Gaude | Blason  | D’azur au coq essorant d’or posé sur une terrasse de sinople. |
| Blason de La Gaude | Détails | Le statut officiel du blason reste à déterminer.              |

## Personnalités liées à la commune

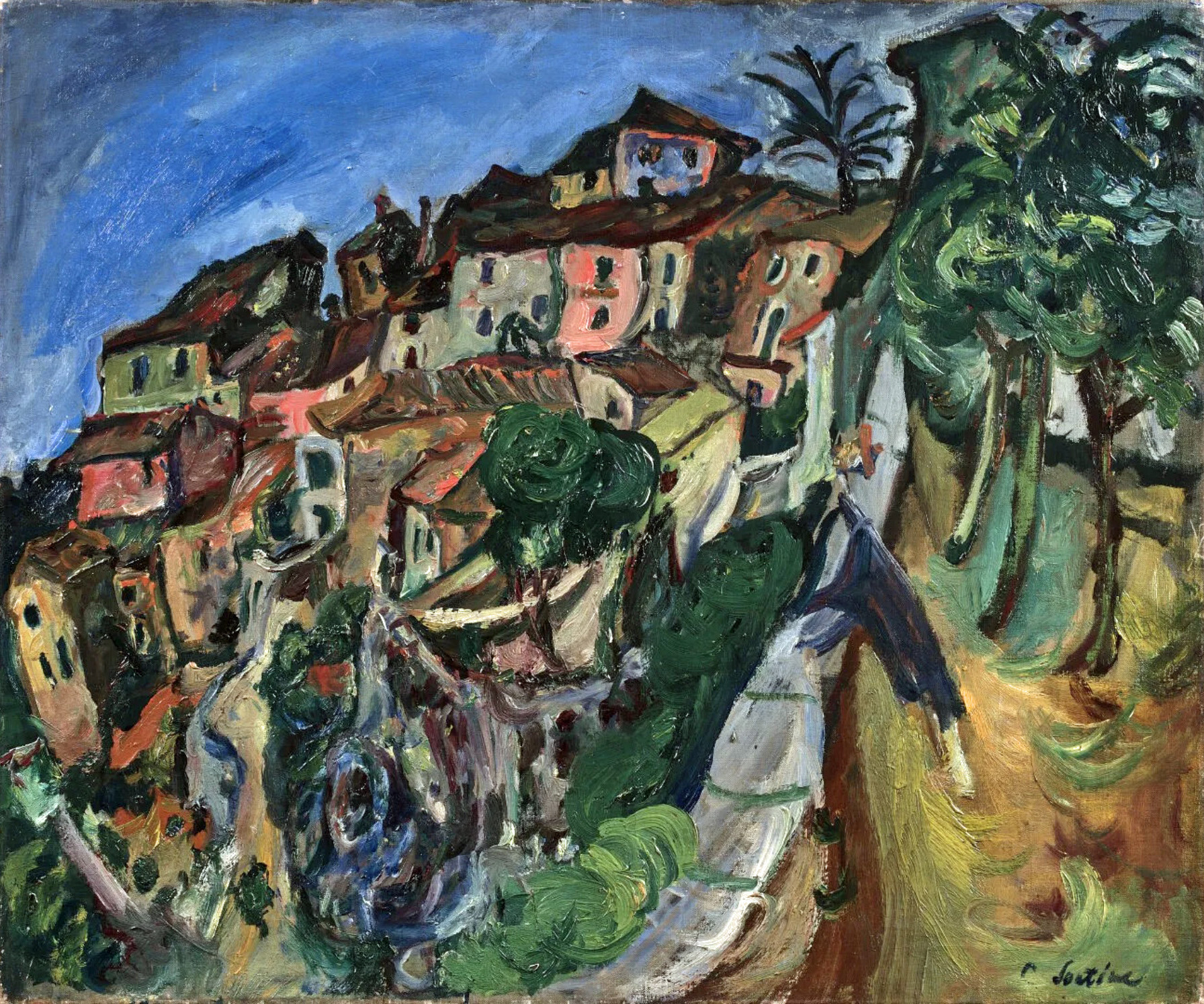
Paysage animé en Provence, de Chaïm Soutine, vers 1922. Huile sur toile représentant le village de La Gaude.

- Marcel Pagnol a habité la commune (l'actuel Domaine de l'Étoile).
- Denys Amiel, dramaturge et critique littéraire.
- Chaïm Soutine a logé dans le village à partir de 1918 et peint de multiples toiles représentant les rues de La Gaude et ses environs, comme Paysage de Cagnes (La Gaude)[75], ou Paysage animé en Provence ou encore Route de Cagnes à la Gaude.
- Jean Faurez réalise son film Virevent à La Gaude en 1948.
- Henri Perrotin et Jean Hippolyte Marie Ambayrac réalisent la première mesure mondiale et précise de la vitesse de la lumière.
- Jean Accart (1912-1992), général d'aviation et as de la Seconde Guerre mondiale, est décédé dans la commune.
- Michèle Brabo y a passé une grande partie de son enfance et par la suite, plusieurs séjours jusqu'à sa mort en 2013. Elle est inhumée au cimetière de Vence avec son mari, le peintre Albert Brabo.